# Johann Gottfried Bönisch
Johann Gottfried Bönisch (* 7. Juni 1777 in Pomßen bei Leipzig; † 25. Juni 1831 in Kamenz) war ein deutscher Mediziner und Schriftsteller.

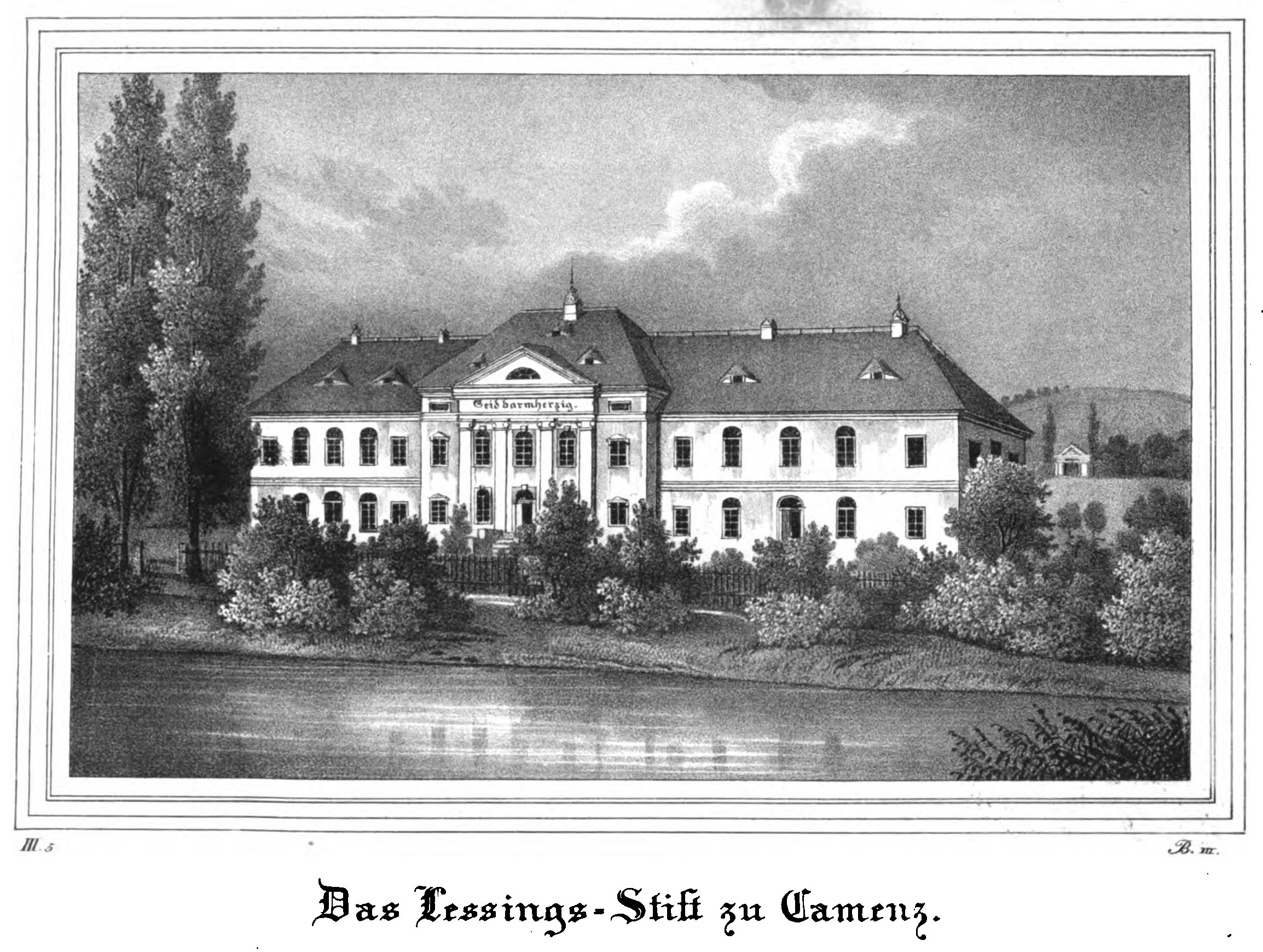
Barmherzigkeitsstift und Mausoleum vor 1837

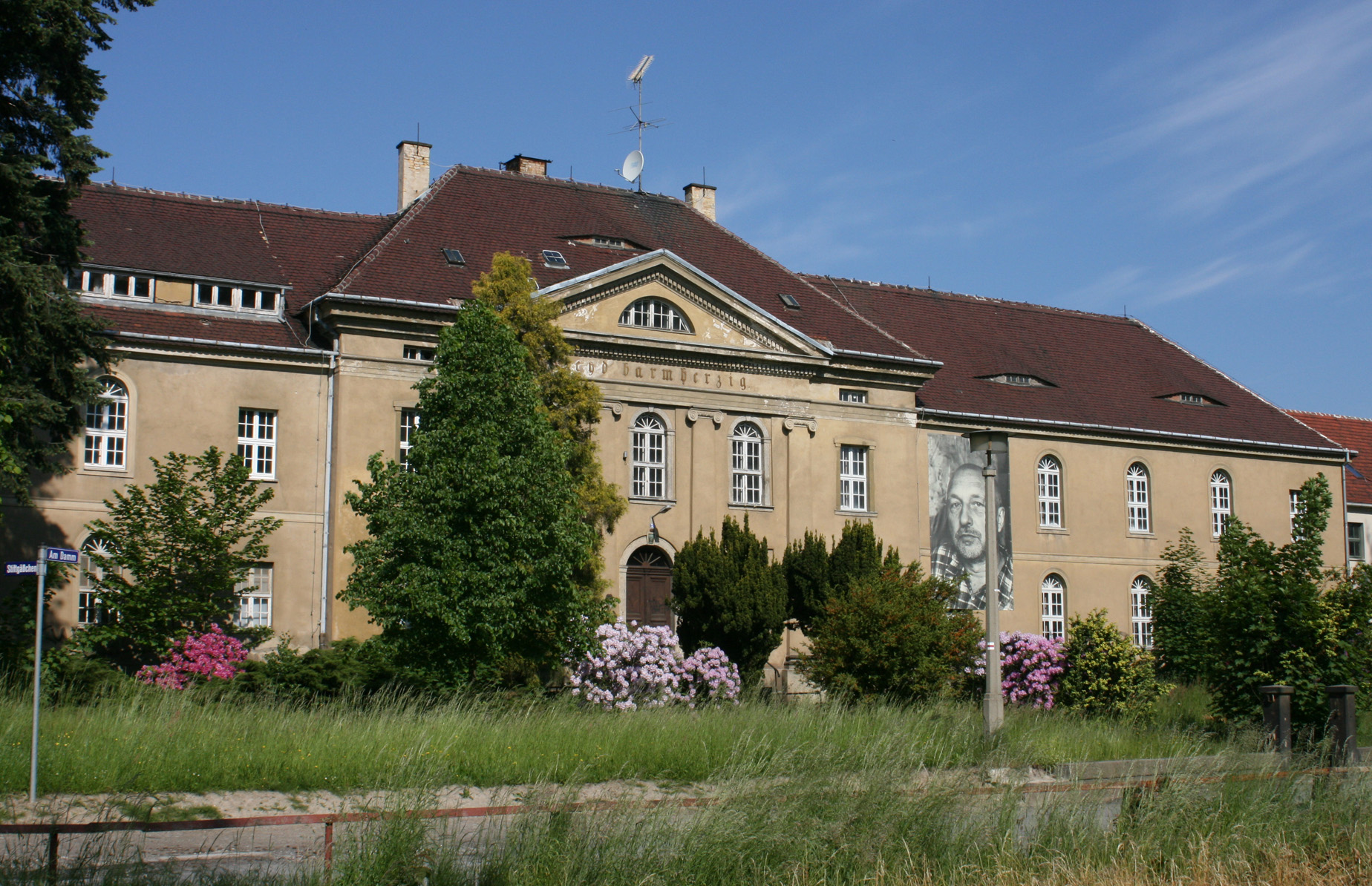
Barmherzigkeitsstift in Kamenz

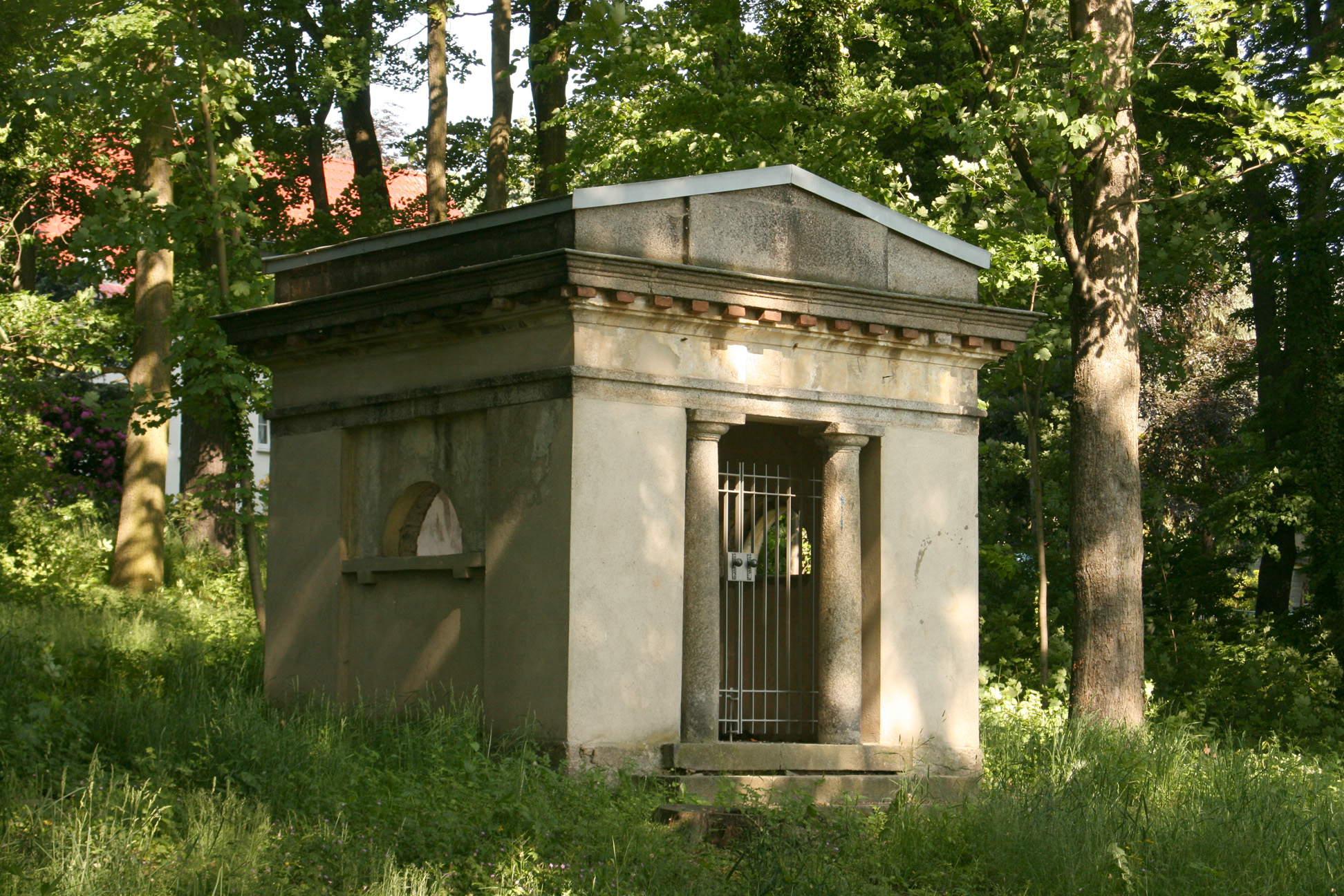
Bönisch-Mausoleum im Garten hinter dem Barmherzigkeitsstift

## Leben
Bönisch war Sohn eines Steuerbeamten und wuchs in Löbau auf, wo er auch zur Schule ging. Nach einer Lehre in Wundarzneikunde war er Lazarettarzt der österreichischen Armee und wirkte als Chirurg in den Schlachten von Stockach und Hohenlinden. Bönisch war im Jahr 1797 Feldhospitalarzt in Ulm, ein Jahr später Unterarzt im Regiment des Erzherzogs Karl und dann Wundarzt in Neusalza.
Er studierte Medizin in Dresden und Wittenberg und promovierte 1804 in Wittenberg. Er lebte danach als Arzt und Schriftsteller in Bischofswerda und wurde dort im Jahr 1812 Stadtphysikus. Nachdem er in einem Stadtbrand 1813 sein gesamtes Habe verlor, siedelte er nach Kamenz über, wo er ebenfalls Stadtphysikus wurde.
Im Jahr 1817 wurden von ihm die Schmeckwitzer Schwefelbäder errichtet. Bönisch begann 1822 damit, sich für die Errichtung eines Armenkrankenhauses einzusetzen und begründete das Barmherzigkeitsstift in Kamenz. Spenden kamen von über 1000 Bürgern aus 877 Ortschaften aus ganz Deutschland. Das „Cosmopolitische Barmherzigkeitsstift für Arme Kranke“ konnte schon am 3. Januar 1826 eröffnet werden. Entsprechend seiner Bitte wurde er im Garten des Krankenhauses beigesetzt. An ihn erinnert ein Mausoleum.
Bönisch erhielt 1829 das Kreuz des sächsischen Zivilverdienstordens und wurde Mitglied der Oberlausitzischen Gesellschaft der Wissenschaften und der Leipziger Gesellschaft für deutsche Sprache und Altertümer. Ihm zu Ehren wurde in Kamenz ein Platz benannt.
Das Gebäude des Barmherzigkeitsstifts in Kamenz wurde noch bis zum Jahr 2001 als Krankenhaus genutzt, zuletzt durch die Deutsche Malteser gGmbH. Es steht seitdem leer und verfällt. Der Förderverein Georg-Baselitz-Haus Kamenz e.V. strebte vergeblich eine Nutzung als Kunstmuseum für den als Georg Kern in Deutschbaselitz nahe Kamenz geborenen Maler Georg Baselitz an. Im Jahr 2017 löste sich der Verein auf.